# Kassina
Kassina es un género de anfibios de la familia Hyperoliidae que habita en el África subsahariana. 

## Especies
Se reconocen las 16 siguientes según ASW:
- Kassina arboricola Perret, 1985
- Kassina cassinoides (Boulenger, 1903)
- Kassina cochranae (Loveridge, 1941)
- Kassina decorata (Angel, 1940)
- Kassina fusca Schiøtz, 1967
- Kassina jozani Msuya, Howell & Channing, 2007
- Kassina kuvangensis (Monard, 1937)
- Kassina lamottei Schiøtz, 1967
- Kassina maculata (Duméril, 1853)
- Kassina maculifer (Ahl, 1924)
- Kassina maculosa (Sternfeld, 1917)
- Kassina mertensi Laurent, 1952
- Kassina schioetzi Rödel, Grafe, Rudolf & Ernst, 2002
- Kassina senegalensis (Duméril & Bibron, 1841)
- Kassina somalica Scortecci, 1932
- Kassina wazae Amiet, 2007